# Dagmar Neukirch

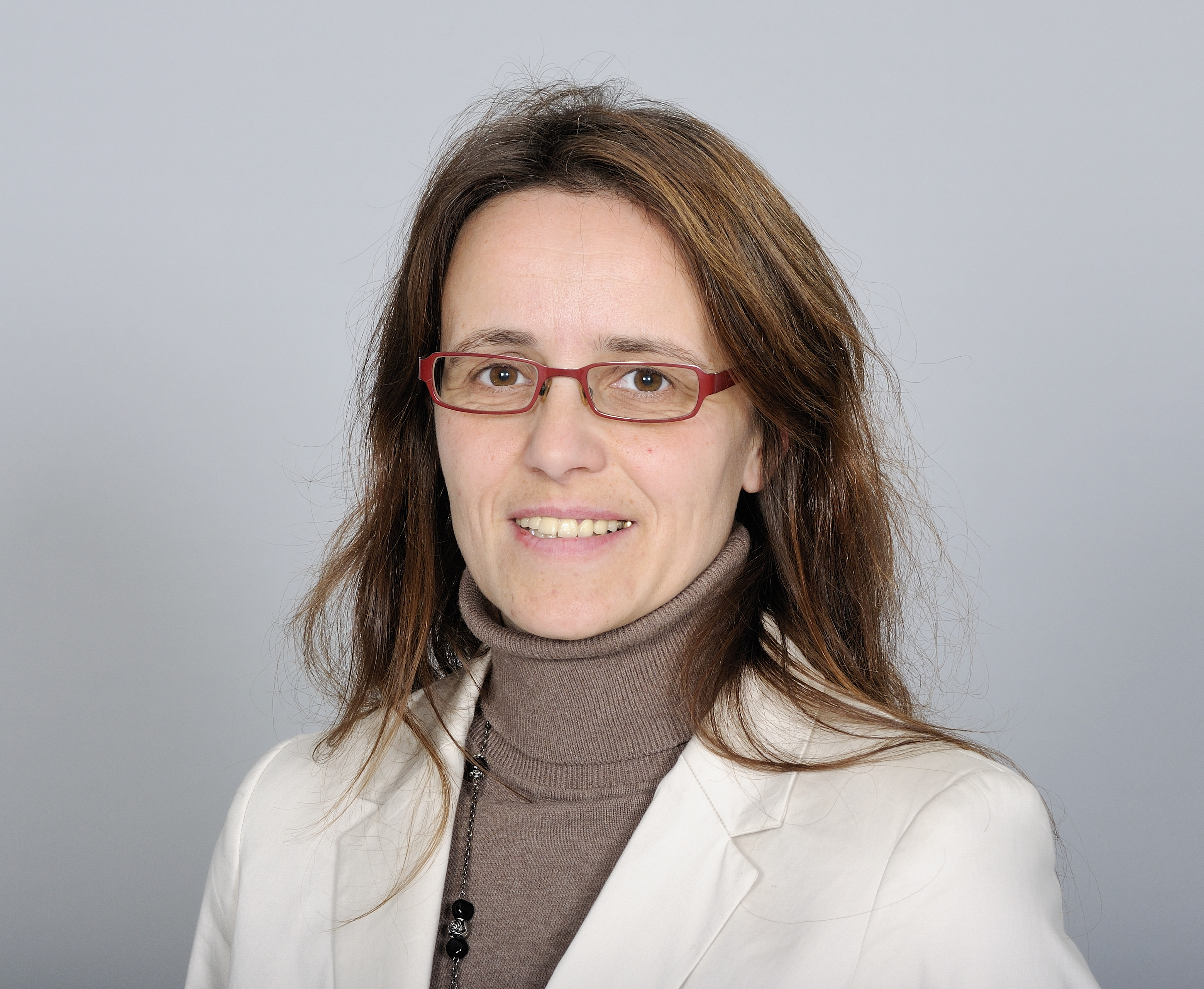
Dagmar Neukirch (2013).

Dagmar Neukirch (* 10. August 1972 in Freiberg) ist eine deutsche Politikerin (SPD). Seit 2019 ist sie Staatssekretärin im Sächsischen Staatsministerium für Soziales, Gesundheit und Gesellschaftlichen Zusammenhalt. Zuvor war sie von 2009 bis 2020 Mitglied des Sächsischen Landtags.

## Leben
Neukirch besuchte von 1979 bis 1989 eine Polytechnische Oberschule und anschließend bis 1992 ein Gymnasium in ihrer Heimatstadt Freiberg. Nach Ablegen ihres Abiturs widmete sie sich einem Studium der Sozialwissenschaften in den Fächern Soziologie, Sozialpolitik, Volkswirtschaftslehre und Sozialrecht an der Universität Göttingen. Dieses schloss sie 1999 als Diplom-Sozialwirtin ab. Seit Februar 2000 arbeitet sie als Parlamentarische Referentin für die SPD-Fraktion im Sächsischen Landtag.
Seit 2010 ist Neukirch stellvertretende Vorsitzende im Landesfrauenrat Sachsen e.V., seit 2008 Vorstandsmitglied und seit 2010 stellvertretende Vorsitzende des AWO-Kreisverbandes Dresden e.V., seit 2009 Mitglied in der Aktion Zivilcourage e.V. Darüber hinaus war sie während ihres Studiums für Amnesty International aktiv.
Sie lebt mit ihrem Lebensgefährten und drei Kindern in Dresden.

## Politik
Neukirch gehört seit 2004 der SPD an. Bei der Landtagswahl 2009 zog sie über die Landesliste der SPD in den Sächsischen Landtag ein. Sie war Mitglied im Ausschuss für Soziales und Verbraucherschutz und Sprecherin ihrer Fraktion in den Themenfeldern Soziales und Gesundheit sowie Familie und Senioren. Bei der Landtagswahl 2014 wurde sie erneut in den Landtag gewählt. Am 24. November 2014 wurde sie zur parlamentarischen Geschäftsführerin der SPD-Landtagsfraktion gewählt. Bei der Landtagswahl 2019 zog sie erneut über die Landesliste in den Landtag ein.
Am 19. Dezember 2019 wurde Neukirch zur Staatssekretärin im Sächsischen Staatsministerium für Soziales, Gesundheit und Gesellschaftlichen Zusammenhalt ernannt. Daraufhin legte sie im Januar 2020 ihr Landtagsmandat nieder. Für sie rückte Volkmar Winkler nach.